# Lucio Blanco
El general José Lucio Blanco Fuentes fue un general mexicano que participó en la Revolución mexicana.

## Primeros años
Lucio Blanco nació el 11 de agosto de 1879, en Villa de Nadadores, Coahuila, hijo del comerciante Bernardo Blanco y de un ama de casa llamada María Fuentes. Durante su desarrollo escolar anduvo en distintos lugares como Saltillo, Texas y Múzquiz, donde se destacó por ser un estudiante distinguido.
Blanco fue de los primeros hombres en seguir a Venustiano Carranza contra Victoriano Huerta, en febrero de 1913, además de ser uno de los firmantes del Plan de Guadalupe. 
Según señala la historia, el general Lucio Blanco Fuentes nunca se casó y su familia directa no ha conocido aún ningún descendiente directo de él. 
Lucio Blanco Fuentes, ingresa a las filas de los hermanos Flores Magón en 1906. Participa en la revolución de 1910 y al triunfo de Madero, combate a los sublevados orozquistas y obtiene el grado de Teniente Coronel en 1911. Después de la Decena trágica, la que culmina con la traición y asesinato de Madero por Victoriano Huerta, Lucio Blanco combate al gobierno de Huerta incorporándose a la Revolución Constitucionalista firmando el Plan de Guadalupe el 26 de marzo de 1913, su hermano menor Bernardo Blanco Fuentes, nacido en Múzquiz en 1892 que era Teniente bajo su mando, también firmó.
De origen campesino, militó desde 1909 en las filas antirreleccionistas y fue de los partidarios de Madero. Al producirse la rebelión armada se afilió a ella. Una vez triunfante, sirvió al gobierno maderista contra la rebelión orozquista. 

### Corrido
El General Lucio Blanco cuenta con un corrido: 

"Una morena, morena, le dijo a una güera, güera: Me gustan los carrancistas con su par de carilleras. Pongan atención, señores, los que juegan al as de oros: voy a cantarles la toma de la heroica Matamoros. Por la muerte de Madero siguió la Revolución; no aceptamos los valientes eso de la Usurpación. En la plaza de Saltillo brillo el sol de la esperanza, al levantar la bandera don Venustiano Carranza. Venimos a la pelea de Coahuila y de Durango: somos los fieles soldados del valiente Lucio Blanco. Y el día tres de junio de mil novecientos trece, a las diez de la mañana Lucio blanco se aparece. Del cielo cayó una hiedra, se enredó entre los nopales: aquí está ya  Lucio Blanco, padre de los federales. Y decían el mayor Ramos, los mismo que Barragán: los que es Huerta, no nos gana, y si no, ya lo verán. Se peleó con entusiasmo, con valor y con realismo, así fue como triunfó el Constitucionalismo. Se salían los federales, se salían poco al pasito; le decían a Lucio Blanco: No me tires, papacito. Y a ese Antonio Echazarreta le tocó muy mala suerte: lo cogieron prisionero, dándole luego la muerte. Y decía el mayor Ramos, en Texas aventurando, dicen que no volverán mientras Blanco tenga el mando. Y a ese Victoriano Huerta no se la vaya a olvidar, que tiene una cuentecita y la tiene que pagar. Ya contesta me despido, voy camino del montón: el que compuso estos versos fue el que largo el carretón. Una morena, morena, le dijo a una güera, güera: Me gustan los carrancistas con su par de carrilleras."

Liberal por herencia, fue sobrino nieto de Miguel Blanco Múzquiz, ministro de Guerra en el gabinete de Benito Juárez al triunfo de Reforma. Fue hijo de Bernardo Blanco y María Fuentes. Blanco fue un Campesino mexicano militante antireelecionista desde 1909, que de hecho tomó parte en el movimiento armado de Madero, pero que al ser asesinado esté se une al constitucionalismo. Ingresó plenamente a la Revolución mexicana durante la rebelión orozquista, a la que combatió en las tropas del General Jesús Carranza Garza y de Luis Alberto Guajardo.
El también Revolucionario Dr. Ramón Puente describe a Lucio Blanco así:

"Pendenciero, terrible, mala cabeza, sediento de aventura, no cabía en el pequeño pueblo del origen de su familia, Muzquiz, Coahuila, porque el había nacido en Nadadores, todavía más minúsculo. De la escuela había sacado una buena letra y destreza en los números, y con esas aptitudes hizo su primer ensayo de vida en Torreón, que era entonces una escuela de mundo y un paraíso de placeres dañinos. Lucio tenía 20 años y era guapo y aguerrido, propio para que aquellas academias le enseñaran todos los cursos hasta laurearlo profesional. Los años lo iban amacizando y dándole dominio en su trato de gente. Era un gran amigo y seductor de corazones, pero en ambas cosas estaba su punto débil, porque se entregaba siempre sin reservas. Lo perdía una condescendencia y lo fascinaba una caricia. Juventud, nobleza, valor, fidelidad, se adunan en este tipo que, además, es virilmente hermoso; una cabeza apolínea sobre un cuerpo estatuario, unos ojos magnéticos, más soñadores que fieros, tras una nariz ligeramente aguileña, unos bigotes recios y levantados sobre una boca sensual, pero cubriendo una dentadura perfecta; la voz imperativa y sonora y la risa franca y estrepitosa."

## Constitucionalismo
Fue de los primeros en seguir a Venustiano Carranza contra Victoriano Huerta en febrero de 1913; fue uno de los firmantes del Plan de Guadalupe y con el grado de Teniente Coronel comandó el Regimiento de “Libres del Norte”, con sesenta soldados. En los primeros días de junio de 1913, las fuerzas revolucionarias al mando del general José Lucio Blanco Fuentes, tomaron la ciudad de Matamoros, Tamaulipas; en breve, el general revolucionario formó una comisión agraria, que el 6 de agosto rindió su informe sobre los trabajos que había realizado a favor de “las clases desheredadas del país” y, en seguida, el general, acompañado de sus hombres de confianza como Francisco J. Múgica, Heriberto Jara, Manuel Urquidi y Juan Barragán, procedió a fraccionar la hacienda “Los Borregos”, propiedad de Félix Díaz. Con este reparto de tierras, Lucio Blanco entra a la historia como un agrarista pionero en la materia.  Esta intrépida acción lo enemistó con Venustiano Carranza quien le quitó el mando de sus tropas y lo mandó a Sonora bajo las órdenes de Álvaro Obregón.
Aceptó ponerse bajo el mando de Álvaro Obregón y al frente de la caballería del Cuerpo del Ejército del Noroeste, en la que también destacó Rafael Buelna, realizó grandes hazañas, como los ataques a Orendáin y El Castillo, donde se derrotó al general Mier.
Su relación con Álvaro Obregón, Venustiano Carranza y Pablo González Garza fue la típica entre grandes personalidades cuyo éxito depende del opacamiento del otro. En términos militares Blanco se caracterizó por su ímpetu; en la política por su independencia.
Blanco fue el caudillo militar favorito de la simpatía y del éxito en los albores del movimiento, opina Juan Barragán. No creo que la Revolución haya producido otro caudillo militar del empuje y arrastre de Lucio Blanco.

## Convencionista

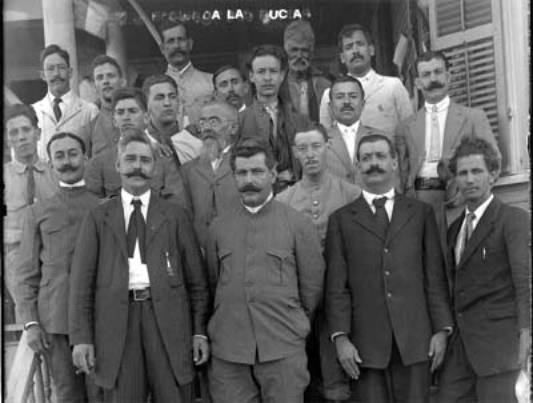
General Lucio Blanco, al centro.

Asistió a las primeras juntas de Convención de Aguascalientes, en la que se eligió a Eulalio Gutiérrez Ortiz como presidente interino de México. Al tener que volver al combate a lado de Villa, dejó como representante al Coronel Ramón Oyervides. 
En los días de la Convención de Aguascalientes figuró en primera línea y el gobierno emanado de esa asamblea tuvo como ministro de Guerra a Lucio Blanco.
Ante la escisión de 1914, dejó el Ejército Constitucionalista y se unió a la Convención. Como era jefe militar de la Ciudad de México, su postura obligó a Venustiano Carranza a buscar refugio en Veracruz. Durante el gobierno de la Convención figuró en Primera Línea  como secretario de gobernación durante la presidencia de Eulalio Gutiérrez Ortiz. Por su enemistad con Francisco Villa, el pertenecer al grupo independiente de la Convención lo hizo salir del país, a Estados Unidos.

## Fiel al Carrancismo
Regresó poco después apoyando a Venustiano Carranza, pero fue aprehendido y juzgado por un consejo de guerra, siendo defendido con éxito por José Urueta. 
El Triunfo del Plan de Agua Prieta lo lanzó de nuevo al exilio, pero desde Texas, junto con Francisco Murguía, tramó un complot para vengar a Carranza e iniciar un movimiento antiobregonista. Con engaños fue invitado por Ramón García, que trabajaba para  Álvaro Obregón, a cruzar el Río Bravo para ir a Nuevo Laredo a entrevistarse con un coronel del Ejército Mexicano. Accedió Lucio Blanco a cruzar el Río Bravo acompañado de Ramón García y el coronel Aurelio Martínez, al momento de abordar, Ramón García tiende una mano a Lucio Blanco como para ayudarlo y en ese momento le pone una esposa en la mano derecha, el otro aro lo coloca en la mano izquierda del coronel Martínez. Como ya estaba planeado, del lado mexicano ya los estaban esperando 20 hombres del 40 regimiento con el comandante de la aduana Jesús Anaya Terán. Lucio Blanco se avienta al agua y se lleva con él a Ramón García y al coronel Martínez, el comandante Anaya con sus hombres empiezan a disparar sin importarles matar también al traidor Ramón García. Este último y el coronel Martínez son heridos y muertos y el peso del cuerpo del coronel Martínez impide a Lucio Blanco nadar y muere ahogado. Los cuerpos de los tres son encontrados flotando sobre las aguas del Río Bravo.
| Predecesor: José María Luján | Secretario de Gobernación 1914-1915 | Sucesor: José Quevedo |